# Tranvía de Cracovia
El Tranvía de Cracovia (en polaco: Tramwaje w Krakowie) es un sistema de trenes ligeros que opera en la ciudad de Cracovia, Polonia. Se inició en el año 1882. Actualmente hay 25 líneas ordinarias y 2 complementarias, con una longitud total de 85,5 kilómetros, incluyendo un aumento de 1,4 kilómetros (0,87 millas) de un nuevo túnel, con dos paradas de metro.

## Actualidad
Los cambios de gobierno y la economía han causado el abandono a los planes de construcción de un metro totalmente subterráneo en la ciudad. En 1994, las nuevas autoridades decidieron no continuar con la construcción de la línea de metro en favor de un tranvía más rápido, connformado por trenes ligeros. La primera línea fue aceptado para conectar Krowodrza Górka en el norte, con Kurdwanów en el sur de la ciudad, y utilizar el túnel existente bajo la estación de tren. La primera etapa de la construcción del túnel del tranvía se llevó a cabo entre 1996 y 1999, de la estación de tren de Rondo Mogilskie. Al mismo tiempo, el operador de red de tranvías, MPK de Cracovia inició un proceso de sustitución de vehículos Konstal, antiguos y poco fiables. En 1989 comenzó a comprar vehículos de segunda mano T4 con remolques B4 de Nuremberg, y más tarde - GT6. En 1999, se las arregló para comprar las primeras doce unidades del Bombardier NGT6.
En 1999, se llevó a cabo la extensión de la red por primera vez desde 1984. Las vías llegaron al distrito Kurdwanów, formando la primera parte de la red de tren ligero de Cracovia. Las autoridades locales iniciaron un amplio programa de modernización de la infraestructura del tren ligero. Entre 2000 y 2010, casi una cuarta parte de la red sufrió una reconstrucción general. En 2006 y 2007, el distrito Dworzec Towarowy se conectó con una red existente a través de un nuevo enlace en la calle Pawia y la longitud total de la red llegó a 84 kilómetros (52 millas). El 11 de diciembre de 2008, los 1,4 kilómetros de largo de un nuevo túnel subterráneo se inauguraron finalmente después de 34 años de construcción. Al día siguiente, la primera línea de metro ligero (línea 50) comenzó a operar.

## Futuro
El tranvía metropolitano es la principal forma de transporte público en Cracovia, siendo eficazmente complementada por la de autobuses. Muchas extensiones de red están planeadas en el futuro. En 2010 terminó la construcción de la línea a Male Plaszow (líneas 11 y 20) y otra para Ruczaj, al sudoeste de la ciudad, donde se encuentra un nuevo campus universitario, estaba prevista para comenzar en 2010 o 2011, aunque las obras se han visto retrasadas, con lo que serán terminadas durante 2012 . Otras vías existentes van a ser actualizadas y remodeladas con las normas del metro ligero de Cracovia.